# Jabiru (Australië)
Jabiru is een plaats in het Australische Noordelijk Territorium. Jabiru bevindt zich in het Nationaal park Kakadu. Met zo'n 1100 inwoners is het de grootste plaats van het nationaal park en doet het dienst als servicecentrum voor het park, alsmede voor de Ranger uraniummijn welke zo'n 10 kilometer ten oosten van de plaats ligt.
Jabiru ligt ongeveer 250 kilometer ten oosten van Darwin aan de Arnhem Highway en heeft ook een vliegveld. Gedurende het regenseizoen is Jabiru vaak alleen bereikbaar via de lucht omdat de Arnhem Highway dan volledig onder water staat.
Jabiru is vernoemd naar de zwarthalsooievaar (Ephippiorhynchus asiaticus), die in Australië wel wordt aangeduid als "jabiru".